# Bay City Rollers
A Bay City Rollers skót együttes, mely az 1970-es években volt népszerűsége csúcsán.

## Története
1966-ban alakultak Edinburgh-ban "The Saxons" néven, ám nem sokkal később nevet változtattak, melyről egy darts dobás döntött, amely a Michigan állam melletti Bay Citynél landolt egy térképen. A zenekar első menedzsere Tam Paton volt, felvételeiket kezdetben a Bell Records adta ki. 
Első nagy slágerük 1971-ben jelent meg "Keep On Dancing" címmel, amely a The Gentrys együttes 1965-ös dalának feldolgozása volt. Az áttörést 1974-ben a "Remember (Sha La La La)" című szám hozta meg számukra, ezt követték a "Shang-a-Lang", a "Summerlove Sensation" és az "All of Me Loves All of You". 
1975-ben angliai turnéra mentek, 1976-ban az amerikai piacra is betörtek. 1976-ban Alan Longmuir otthagyta a zenekart, helyére Ian Mitchell került, őt később Pat McGlynn váltotta. Ugyanebben az évben jelent meg Dedication című nagylemezük rajta Dusty Springfield "I Only Wanna Be With You" című dalának feldolgozásával. 1978-ban McKeown kivált, mivel szólókarrierbe akart kezdeni, Tam Patont pedig kirúgták. "The Rollers" néven működtek tovább, ekkor már a new wave és a rock irányába orientálódva. 1982-ben és 1983-ban Japánban léptek fel, az 1990-es években több CD-t jelentettek meg a régi dalok újrahangszerelt verzióival.

## Tagok
- Alan Longmuir – basszusgitár
- Derek Longmuir – ütősök
- Eric Faulkner – gitár
- Stuart Wood – gitár
- Les McKeown – ének

## Diszkográfia
- Rollin' (1974)
- Once Upon a Star (1975)
- Wouldn't You Like It? (1975)
- Dedication (1976)
- It's a Game (1977)
- Strangers in the Wind (1978)
- Elevator (1979)
- Voxx (1980)
- Ricochet (1981)
- Live in Japan (1983)
- Breakout (1985)
- Starke Zeiten (1988)
- Bye Bye Baby (1992)
- Rollerworld: Live at the Budokan, Tokyo 1977 (2001)